# Jebel Bouhalla
Jebel Bouhalla är ett berg i Marocko.   Det ligger i regionen Tanger-Tétouan-Al Hoceïma, 190 km nordost om huvudstaden Rabat. Toppen på Jebel Bouhalla är 1 414 meter över havet.